# 일본-캄보디아 관계
일본-캄보디아 관계(일본어: 日本とカンボジアの関係)는 일본과 캄보디아 양국의 외교 관계를 말한다. 현재 일본과 캄보디아 양국의 경우 상주공관은 도쿄도와 프놈펜에 대사관이 서로 설치된 반면, 영사관은 캄보디아의 시엠레아프에 일본 영사관만 유일하게 설치되어 있는 것으로 드러나고 있다.
태평양 전쟁 당시 일본제국은 캄보디아를 침략한 적이 있다. 당시 캄보디아는 프랑스령 인도차이나에 속해 있었다.
1992년에는 자위대가 유엔 평화 유지 활동을 위해서 캄보디아에 파병되었다.
현재 양국의 무역 내력을 보면 2006년을 기준으로, 일본에서 캄보디아까지는 140억엔을, 캄보디아에서 일본까지는 95억엔의 교역 규모를 가진 것으로 집계되었다. 다만, 일본이 캄보디아에 투자한 규모를 보면, 프놈펜 상업은행이 2008년부터 SBI 홀딩스에 합작투자로 참가하였던 것으로 드러나고 있다.

## 같이 보기
- 캄보디아의 대외 관계
- 일본의 대외 관계
- 일본의 캄보디아 점령